# Canal d'Åker
Pour les articles homonymes, voir Aker (homonymie).
Le canal d'Åker (suédois : Åkers kanal), anciennement connu sous le nom d'Åkersström, est une voie navigable en Suède, dans la commune d'Österåker. C'est à l'origine une rivière naturelle, mais elle est rebaptisée après avoir été régulée au XIXe siècle pour être utilisée comme canal,,.
Le canal est une connexion entre Garnsviken (sv) et Tunaviken, sur la baie de Trälhavet (sv). Le canal a été construit en 1825 pour un coût de 94 090 SEK, et par la suite prolongé et amélioré à plusieurs reprises. Il a aujourd'hui une longueur de 10,7 kilomètres, dont 3,7 kilomètres pour la partie aménagée. Sa profondeur atteint 2,1 mètres et la largeur du fond est de 8,9 mètres. La hauteur sans voile est de 2 à 3 mètres.
Il existe une écluse de 30 mètres de long, {{uunité[|7,4|mètres}} de large et 2,1 mètres de profondeur. Au début du XXe siècle, les droits de canal étaient perçus auprès des navires qui voyageaient. Aujourd'hui, passer l'écluse coûte 50 couronnes. Les rendez-vous doivent être pris au moins une heure à l'avance et sont valables entre le 15 mai et le 15 octobre.